# Gelasma hemitheoides
Gelasma hemitheoides är en fjärilsart som beskrevs av Louis Beethoven Prout 1916. Gelasma hemitheoides ingår i släktet Gelasma och familjen mätare. Inga underarter finns listade i Catalogue of Life.